# 租税法律主義
租税法律主義（そぜいほうりつしゅぎ）とは、何人（なんびと）も法律の根拠がなければ、租税を賦課されたり、徴収されたりすることがないとする考え方。

## 概要
現在、全ての民主主義国家では、国民の代表者から成る議会が定めた法律によってのみ租税が賦課される。これを、租税法律主義と称する。言い換えれば、課税権者（国家）に対して、被課税権者＝国民（の代表である議会）の同意に基づく課税を義務付けるという形を採っている。法治主義の現れでもある。
税金の賦課は、国家が様々な公共サービスを提供するための資金調達手法として最もオーソドックスなものである。この手法は、国家が国民の私有財産の一部を義務的・強制的に提供させるという側面があることから、その賦課や徴収の方法を法律という一定のルールの下に置こうとするものであり、近代民主主義国家の発展とも密接な関係をもつ。
租税法律主義は法律によらない課税を禁止した形式的租税法律主義と基本的人権に抵触する租税立法を禁止した実質的租税法律主義の2つに分けることができる。前者は形式的法律主義、後者は実質的法律主義に対応する。現在の民主主義国家・資本主義国家においては、租税法律主義で言う租税法は自由主義的税法の性格を持つことが要求されている。
地方税に関しては租税条例主義・地方税条例主義と言われる。
租税法律主義の機能は、租税の納付を求められる国民が、その経済生活において「法的安定性」と「予測可能性」を確保することにある。

## 歴史

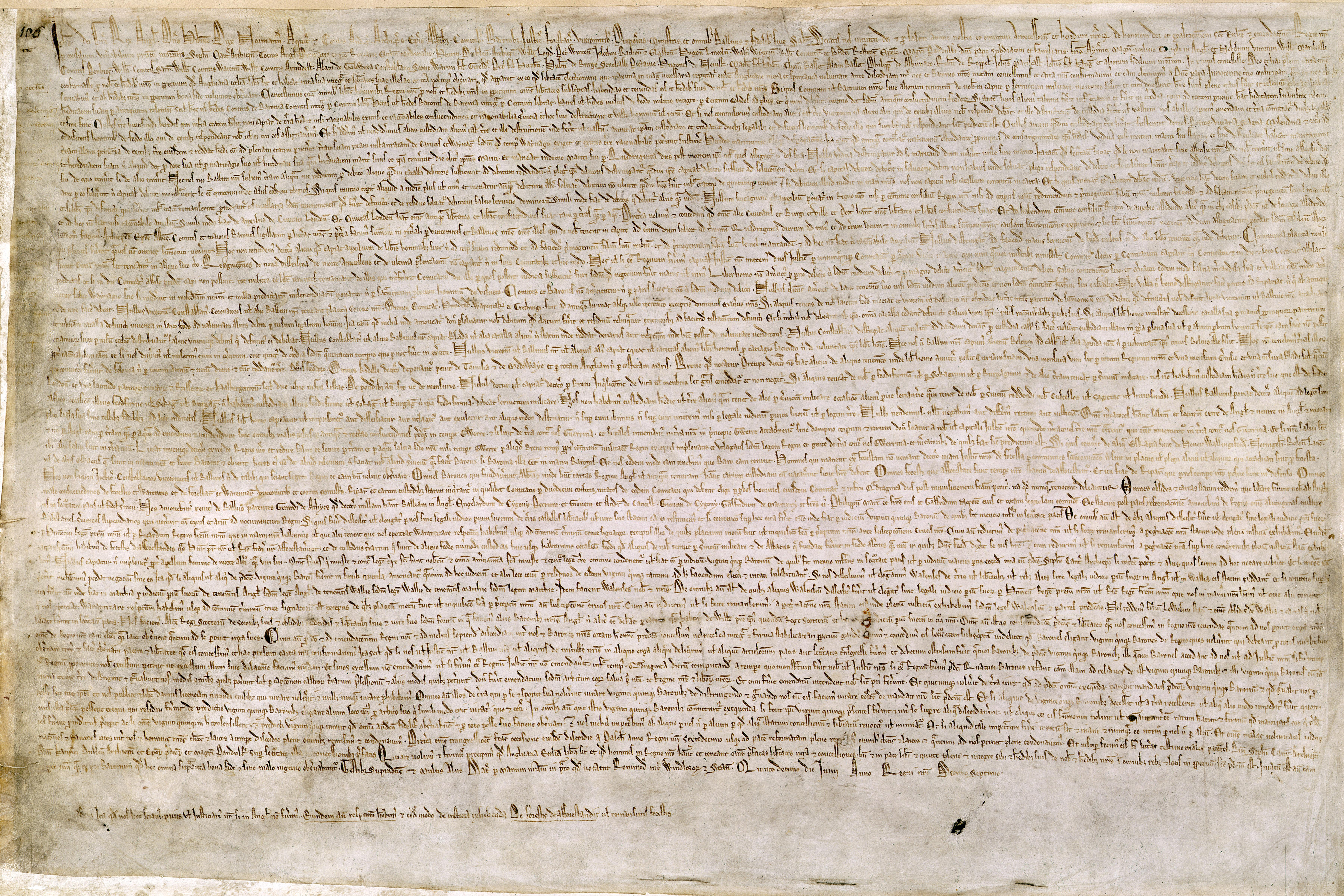
1215年マグナ・カルタの認証付写本。マグナ・カルタは守られることなく長い間忘れ去られていたが、市民革命の時代になると再び注目されるようになる。

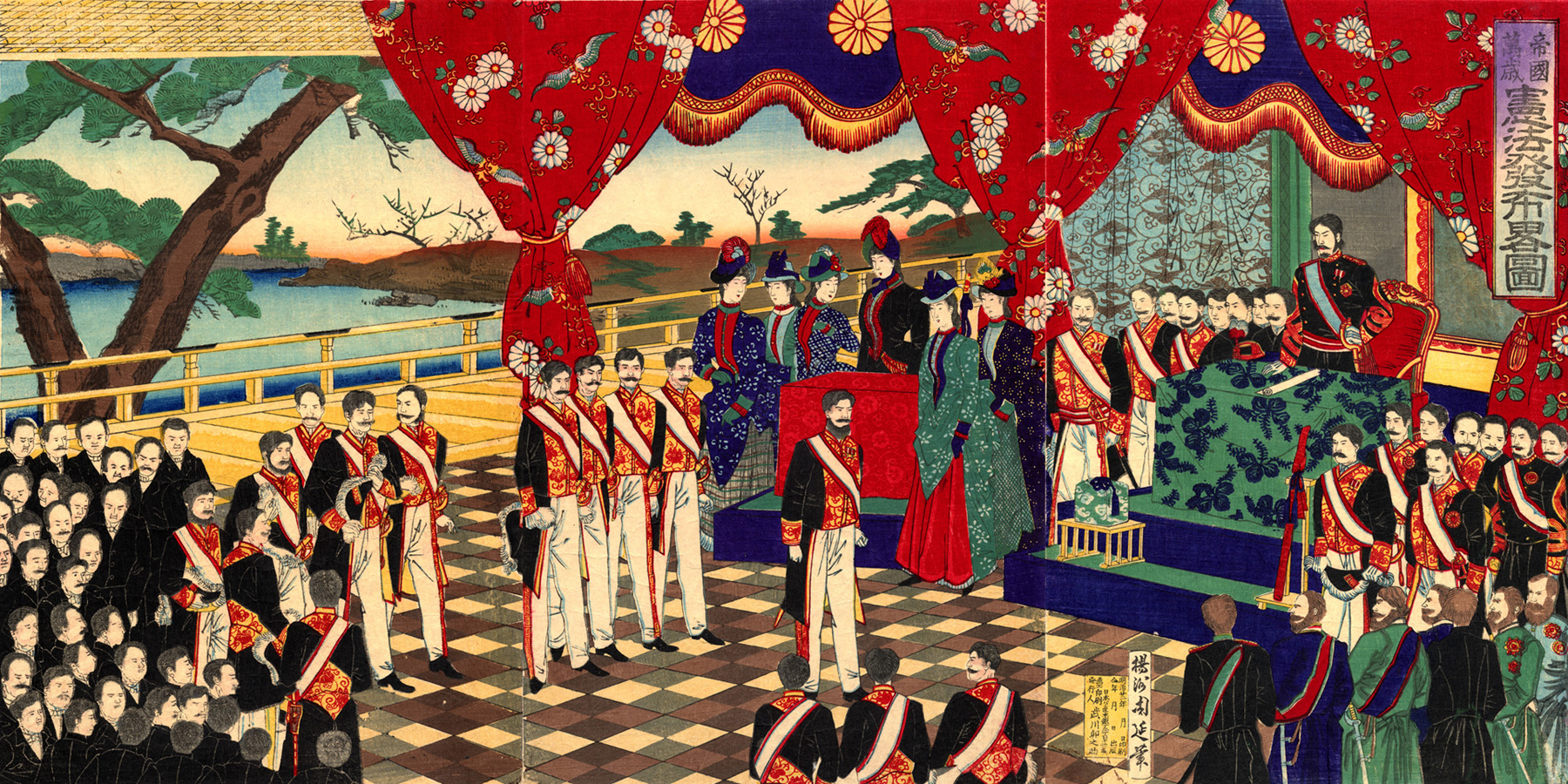
憲法発布略図。近代以降、租税法律主義は世界中に広まった。

租税法律主義は近代民主主義の発展とともに確立したが、それと同時に議会制民主主義と法治主義の発展を促した側面もある。市民階級の抵抗から国王は市民の代表である議会の同意がなければ課税できないとする原則が定着していった。
フランスでは十字軍の戦費のためにフィリップ2世が1198年に臨時課税を始めた際に、身分毎に代表者を集めて同意を得た。ここに「納税者の同意なしに課税できない」とする租税法律主義の萌芽ないし前身があると中里実は指摘している。
租税法律主義は最初にイギリスで確立したとされる。1215年、イングランド国王ジョン（欠地王）が貴族たちとの戦い（第一次バロン戦争）に敗れ、マグナ・カルタを受け入れた。マグナ・カルタ12条には一般評議会の同意がなければ国王は直属の臣下から楯金（軍役免除税）や援助金（上納金）を課すことができないことが定められた。ジョンの息子で後を継いだヘンリー3世はマグナ・カルタを破ろうとしたが、第2次バロン戦争で国王を破った貴族たちが自治体の代表者も交え議会を開いた（シモン・ド・モンフォールの議会＝庶民院の起源）。ヘンリー3世の跡を継いだ エドワード1世（長脛王）は財政難から増税のために度々議会を開き、議会の賛同を得てから徴税を行った。こうしてイングランドの租税法律主義と身分制議会は発展していく。1682年、イングランドの議会は国王チャールズ1世による法律無視に対して、「権利の請願」を提出する。これはマグナ・カルタ以来の慣例法をまとめたものだが、議会の一般的同意がない財産の収奪や身体の拘束をすることを禁じており、租税法律主義と罪刑法定主義が不可分なものとして強調されている。チャールズ1世は戦争のために増税や徴兵などを行っていたが、この議会からの要求に屈服させられた。1689年には、 ウィリアム3世 ・ メアリー2世 が、議会の認めた以外の方法で金銭を徴収することを禁じた「権利の章典」を受け入れた。
7年戦争（フレンチ・インディアン戦争）後、イギリスの植民地であった北アメリカ大陸の13植民地では住民に過酷な税が課された。1775年、これに反発したパトリオットらが アメリカ独立戦争を起こす。1776年6月12日、「権利の請願」「権利の章典」に参考にして「バージニア権利章典」が制定された。同6条では「代表なくして課税なし」の原則に基づいて、代表者の同意なく課税をすることが禁止されている。
フランス大革命によって制定された「フランス人権宣言」では、課税の平等（13条）と恣意的課税の禁止（14条）が規定されている。フランス人権宣言はバージニア権利章典の影響を受けているとされている
租税法律主義は、明治維新と共に日本にも伝わり、大日本帝国憲法の21条と62条にも採用された。伊藤博文著憲法義解は大日本帝国憲法第62条の租税法律主義を次のように解説している。
「新に租税を課するに当たっては、議会の協賛を必要とし、之を政府の専行に任せないのは、立憲政の一大美果として直接臣民の幸福を保護するものである。蓋し、既に定まった現在の税の外に、新に徴税額を起し及び税率を変更するに当たって、適当な程度を決定するのは、専ら議会の公論に依頼せずにする事は出来ない。もし、この有効な憲法上の防範がなければ、臣民の富資はその安固を保証する事が出来ない。」
憲法制定以前に勅令・太政官布告で定められていた租税（所得税・酒税など）は63条で事後的に承認された。日本の租税法律主義は日本国憲法第84条に引き継がれている。
このように租税法律主義は近代憲法の諸規定において重要な内容のひとつとなっている。現在では全ての民主主義国で租税法律主義が採られている。

## 納税の義務
納税の義務は近代の民主主義国家では租税に関する最も基本的な原理となっている。例えば、第二次世界大戦後の日本では日本国憲法第84条に、この考え方が表されているとともに、日本国憲法第30条として、納税の義務は法律の規定に基づく国民の義務であることを明確に示している。

### 租税根拠論
国民はなぜの納税の義務を負わないといけないのかを根拠づける考え方を租税根拠論と言う。近代には学理的に2つの租税根拠論が存在したが、これは他の法学分野(例．刑法学における古典学派と近代学派）における論争と同様に双方の一面的な主張であることに注意を要する。租税の根拠については、従来の議論に加えて、現代的には、一般的施策実施必要性（社会取引保証税〈＝消費税〉等）、個人および団体の行為活動の社会的影響（法人課税各種、自転車税〈未実施〉、ペット税〈未実施〉、モバイルホン税〈未実施〉等）を考察しなければならない。後者については、自転車の不注意運転による事故の増加、ペットの糞尿害・ペットの廃棄、スマートフォンによるさまざまな対人トラブルおよび事故の処理に関して、税金が少なからず使われている事実がある。
利益説（対価説）
租税を国家が財産所有者に与える利益の対価と考える説。国家の徴税権と市民の私有財産権を調和する理論。17世紀以降ブルジョワジーの市民的財政理論として台頭した。
義務説（犠牲説）
税有機的全体たる国家のために徴収されるものとして捉え、納税義務を個人の打算を超越した崇高な義務とする説。義務説はドイツ財政学（官房租税法律主義）・国家有機体説に基づき、19世紀のドイツで発達した。
この2つの説は福祉国家的な民主主義観を前提として、民主主義国家の主権者＝国民は国家の維持に必要な経費を代表者が定めたところに従い自ら負担すべき、と考える民主主義的租税観に止揚した。
日本国憲法30条は国民主権主義（納税者主権主義）と基本的人権尊重主義の両方を内包したうえで租税法律主義を意義づけたものであるから、日本国憲法は国民主権主義的な租税観を示しているといえる。

## 基礎となる考え方
反「実質主義」
実質主義（実質課税の原則）とは経済的な意義・実質に即して税法解釈・課税要件事実認定を行い、租税負担の公平を図る原則。法律的実質主義に対応する呼び方として経済的実質主義とも言う。この原則の下では、税法解釈の場面では目的論的解釈、事実認定の場面では目的論的事実認定が用いられることになる。経済的思考に則し、表面上は租税公平主義・担税力負担と親和性が高い。
一方で、実質主義には租税法律主義を破壊する危険性が伴う。第一次世界大戦後のドイツ（ヴァイマル共和国）では実質主義に相当する経済的観測法が唱えられた。これはライヒ租税基本法4条に基づき、租税調整法1条3項（1934年）によって明文化された。さらにナチスが政権を獲得したことや第二次世界大戦の勃発で財源が必要となったこともあり、租税官庁に絶大な「自由」裁量が与えられることになる。
現在の租税法律主義には実質主義を抑え込むために、厳格な解釈の要請（文理解釈）、法的実質主義、私法関係準拠主義などの原則が存在する。
租税債務関係説
納税義務を法律要件（課税要件）の充足によって法律上当然に成立する法定債務として構成する考え方。租税法律関係は公法上の債権債務関係として性格づけられる。租税法律主義と結びつきが強い。
第二次世界大戦以前は、租税法律関係を権力関係として捉える考え方（租税権力関係説）のもと、租税法は行政法の一部（財務行政法）にとどまっていた。戦後は租税法律主義が貫徹されるに従い、租税法は租税債務関係説を理論的基礎として新たに体系化、行政法とは異なる独特で厳格な法治主義として独立・確立する。
租税債務関係説は租税法律主義において、課税要件明確主義・要件裁量否定論を要求し、納税義務の成立において税務官庁の形成的・裁量的判断余地を法理論上完全に排除している。課税要件の不確定法概念は裁判所の審査に服し、税務官庁の要件裁量余地は全く認められない。

## 実質的租税法律主義
実質的租税法律主義の具体的な内容として、以下の諸原則を掲げることができる。
租税公平主義（租税平等主義、負担公平の原則）
租税負担を納税者に公平に配分しなければならないという考え方。租税正義の実現に必要不可欠な原則。財政学上の要請でもある。
担税力原則（担税力に応じた課税の原則）
確認の担税力や経済的実質を基準にして課税する原則。租税立法に関する実質主義とも呼ばれる。
租税特別措置
税制上の特例。租税公平主義の例外。
立法者が租税を政策手段として用いる場合に制定される。租税重課措置（特定の要件に当てはまるものの租税負担を荷重する特例）と租税優遇措置（特定の要件に当てはまる者の租税負担を軽くする特例）がある。
財産権保障
私人に財産の効用を全面的に否定する租税立法は許されない。
租税は実質的に財産権の侵害だが、日本の司法では租税立法が財産権の侵害を理由に違憲と判断されたことはない。それゆえ課税は憲法における財産権の範囲外であると説明されることがある。この考え方の元には民主主義的租税観がある。
なお、 日本国憲法第30条（納税の義務）を日本国憲法第29条（財産権の保障）の「第4項」として捉え、国家によって保障される私有財産制には租税侵害が中核的内容として組み込まれているとみる説もある（憲法30条＝憲法29条「4項」論）。
生存権保障
所得税における非課税措置や徴収における差押禁止財産の一部には「健康で文化的な最低限度の生活」（日本国憲法第25条）に配慮した条文がある。しかし、課税減免措置は生存権を保証するための税収を減少させるため、結果的に生存権保障を制約する恐れがある。従って憲法25条から制度的後退禁止原則（具体化した法律によって国民に付与された権利を合理的理由なしに剥奪することは違憲であるとする原則）が導き出される程度にすぎない。
また、憲法13条の幸福追求権を元に「人間の尊厳」に裏打ちされた生存権は国家の課税権に優先すると考え、人間の尊厳に必要な所得・財産・消費には国家は課税できないという原則を見出す説もある。
適正手続保証
税法における適正手続の原則。ここで言う手続は賦課徴収や事後的救済（租税訴訟法）での手続き全てを含む。
青色申告に対する更生の理由付記、審査請求における裁決専門機関（国民不服審判所）設置など。

## 形式的租税法律主義
形式的租税法律主義の具体的な内容として、以下の諸原則を掲げることができる。

### 租税立法に対する統制
課税要件法定主義（納税要件法定主義）
課税要件（租税を課税するための要件）と、納税要件（租税を納税するための要件）の全てのみならず、権力的要素が強い租税の賦課・徴収の手続も予め法律によって規定されなければならないとする原則。
法律の法規創造の原則からの要請でもある。刑法における罪刑法定主義に対応する。
一般的に条約は国内法に優越し、法律を介さずして国内法としての効力を持つことがあるが、租税条約に関しては直接国内に適用することはできない。 特に課税根拠条項（納税義務を拡大・創設する条項）は法律なくして国内に適用することは許されないが、締結・批准された租税条約の中心をなす課税制限条項（国際的二重課税排除のために締結国の課税権を制限する条項）は規定が一義的・明確である限り、例外的に国内適用可能性を持つ。
課税要件簡素化主義
税法を簡素化すべきという要請。租税に関することを全て法律で規定しようとするとあまりにも複雑になってしまうため。
法律の留保の原則
法律の根拠によらずに、政令や省令において新たに課税要件に関する定めをしたり、現行の課税要件を変更することはできないとする原則。
法律の優位の原則
法律の定めに違反する政令や省令などは、これを無効であるとする原則。
政令省令への委任に関する原則
租税立法において課税要件および租税の賦課や徴収に関する事項を政令や省令に委任することは許されるものではあるが、課税要件法定主義の趣旨から、一般的白紙的委任は許されず、委任の程度や基準と内容が法律で明確にされなければならない。
また、基本的事項は法律に規定される必要があり、命令に委任できるのは技術的細目的事項に限られる。
課税要件明確主義（納税要件明確主義）
課税要件・納税要件と賦課徴収手続は、納税者である国民がその内容を理解出来るように、一義的で明確に定められなければならないとする原則。税務行政に自由な解釈・裁量を認めない要請。
租税法律主義の持つ法的安定性・予測可能性が十分に機能するために不可欠な要請である。申告納税制度の運用にも役立っている。
手続的保障の原則
租税の賦課・徴収は「適正な手続」で行われなければならず、それに対する訴訟は「公正な手続」で行われなければならないとする原則。
日本では日本国憲法第31条【法定手続の保障】「何人も、法律の定める手続によらなければ、その生命若しくは自由を奪はれ、又はその他の刑罰を科せられない。」および日本国憲法第32条【裁判を受ける権利】「何人も、裁判所において裁判を受ける権利を奪はれない。」を根拠としている。
租税法律不遡及の原則（遡及立法禁止原則）
納税者に不利な遡及適応は許さないとする原則。
不確定概念
課税要件明確主義の例外。「著しく減少させる」「正当な理由」「必要がある時」など。
税法が変化の激しい国民生活や経済情勢に対応し、税収の確保や租税負担の公平化を実現化するためにやむをえない面もある。ただし、法的安定性・予測可能性を維持するために、租税立法者は当該既定の趣旨・目的をあらかじめ明確にする必要がある。

### 租税行政に対する統制

#### 合法性の原則
合法性の原則（税務行政の合法律の原則）は課税要件が充足されている限り、租税行政庁（課税庁）には租税を減免したり、租税を徴収しないというような自由はなく、法律で定められたとおりの租税を徴収しなければならないとする原則。課税における法律の留保の原則や法律の優先の原則の表れ。租税正義の要請。
この原則によって、課税における税務官庁の裁量行為（行為裁量）を排除した覊束行為（要件裁量も効果裁量もない行為）となる。例外として法律が税務官庁に租税の減免を委ねる場合のみ税務官庁に裁量権が与えられている。
例外として租税平等主義・信義則によって合法性の原則が後退し、租税法に従った課税が排除されることがある。

#### 税法解釈
租税法律主義・合法性の原則のもと、税法においては法解釈に厳格さが強く求められている（厳格な解釈の要請）。ここで言う法解釈は法文に忠実な文理解釈である必要がある。文理解釈を採用することで一般人の理解もしやすくなり、法的安定性・予測可能性が担保される。
ただし、文理解釈でも複数の解釈に分かれる場合、文理解釈の補完として目的論的解釈を行うこともありうる。あくまで租税立法者の価値判断を参考に税法の趣旨を一義的に解釈するにとどまり、解釈者の価値判断を立法者の価値判断に優先させることは許されない。
また、複数の解釈が想定でき、規定の内容を一義的に確定できない場合、納税者に有利な類推を許容する考え方もある（疑わしき場納税者の利益に・国庫の不利益に）。なお、借用概念（他の法領域から借用した概念）の解釈に関して、日本では私法と同様に解釈すべきとする説（統一説）が有力である。

#### 課税要件の認定
厳格な事実認定の要請
税法の適用過程において、税務官庁の形式的裁量的判断が排除されなければならないという要請。合法性の原則の一部でもある。
課税要件事実
課税要件における事実とは「課税要件に包摂されるべき事実（税法適用以前にすでに客観的に存在している個々の取引などの具体的事実）」を指す。所得税で言うと所得の発生となる事実（所得発生原因事実）。実定法上は「課税標準等又は税額等の計算の基礎となった事実」（国税通則法23条2項1号・71条1項2号など）が課税要件事実になる。
税制における事実認定には事実の探知だけでなく、法律行為・契約の解釈、公正妥当な会計処理（法人税法22条4項）、財産の評価も含む。
法的実質主義
課税の基礎とされる私法上の法律関係において、私的自治の原則に従って形成された真実の法律関係を課税要件事実の実体・実質と捉える考え方。「外観と実体」「形式と実質」が食い違っている場合、「実体」「実質」によって事実認定が行われる。
実質と言っても、法律関係が事実である（仮装でない）ことを要求するにすぎず、法律関係と言う形式を要求するという点では形式主義である。事実認定の対象を形式にすることで、税務官庁の恣意的裁量を防ぎ、法律税法主義の持つ法的安定性・予測可能性を機能させることができる。
これに対応する考え方として、法律関係の経済的な動機・目的や成果を実態実質ととらえる経済的実質主義がある。これは経済的概念であり、担税力の負担に応じた公平負担の建前には適合する。しかし、契約当事者の選択した法律関係を否定して課税することに繋がり、税務官庁の裁量を拡大しすぎるため租税法律主義に反する。
「二段階事実認定」
課税要件の事実認定において、第1に課税基礎となる司法上の法律関係を私法観点から法律行為・解釈の解釈により認定し、第2にそれを課税要件として受け入れる、と言う2段階の事実認定構造のこと。私法の法律関係は私法の観点で認定し、そこに税法独自の判断を排除する方法。
私法上の法律関係に税法の概念を混入させると、税収確保・公平負担を優先し真の法律関係から離れて課税することに繋がるおそれがある。
私法関係準拠主義
私法上の行為に基づいて現実に発生している経済的成果を私法上の法律関係によって把握するという考え方。法的実質主義の基礎。税法の根本的・構造的規律。
自由主義に基づく憲法を持つ国では、私法に従った自由主義経済（私的自治の原則）による経済的成果が予定される。この経済的成果には私法上の法律関係によって把握され、課税される。
日本では、ここで言う私法は日本の私法を指し、外国私法に準拠した行為・事実も税法上は日本の私法によって把握される（内国私法基準説）。
疑わしきは納税者の利益に
租税負担公平の観点から、課税要件事実を会計帳簿などから直接認定できない場合（疑わしい場合）、間接資料によって課税要件を認定して課税すること（類推課税）が明文上認められることがある（所得税法156条、法人税法131条）。また、判例では明文の規定がない類推課税を認めている。一方で明文規定がない類推課税は「疑わしきは納税者の利益に」の原則に反しない場合に限るとする見方もある。

#### 租税回避
租税回避とは通常用いられる法形式を回避した経済的に合理的理由のない異常な法形式による取引を行うことで、租税負担の軽減または排除を行うこと。自由主義的税法では経済的自由を尊重して租税回避を適法としている。ただし「異常な」法形式をとっているため不当なものとして扱われ、租税負担の軽減が認められないこともある（所得税法第157条など）。